# Keith Lasley
Keith Lasley, né le 21 septembre 1979 à Glasgow, est un ancien footballeur écossais.
Il jouait au poste de milieu de terrain. Son dernier club était Motherwell.

## Biographie
Avec le club de Plymouth, il dispute 28 matchs en deuxième division anglaise.
Avec l'équipe de Motherwell, il prend part aux compétitions européennes, disputant deux matchs en Ligue des champions, deux matchs en Coupe de l'UEFA, et enfin seize matchs en Ligue Europa.
Il atteint la finale de la Coupe d'Écosse en 2011, s'inclinant 3-0 contre le club du Celtic Glasgow.

## Palmarès
- Finaliste de la Coupe d'Écosse en 2011 avec Motherwell